# Italian Joint Force Headquarters
L'Italian Joint Force Headquarters (ITA-JFHQ) è la struttura di comando militare italiana, interforze e proiettabile che opera alle dipendenze dirette del Comando operativo di vertice interforze dello Stato maggiore della difesa.
Dotato di personale altamente specializzato e contraddistinto da una struttura organizzativa flessibile e snella, si è costituito nel febbraio del 2007 ed è una delle nuove realtà della Difesa italiana. La sua istituzione, in linea con le iniziative intraprese dai Paesi leader della NATO e dell'Unione europea dotati di organizzazioni simili, ha contribuito a collocare l'Italia in una posizione di primo piano nell'ambito dello scenario internazionale.
Il Comando è in grado di pianificare e condurre small scale operations operando sia a terra che dal mare, tramite il COMITMARFOR, imbarcato su vascelli della marina militare, alle dipendenze del Capo di Stato Maggiore della Difesa oppure, in caso di operazioni congiunte con forze armate di altri Paesi.

## Storia
L'Italian Joint Force Headquarters (ITA-JFHQ) è un Comando interforze permanentemente attivato, ad alta prontezza operativa, rapidamente schierabile, in grado di immettersi con breve preavviso nelle aree di crisi in tutto il mondo, e di assumere le funzioni di comando e controllo degli assetti terrestri, marittimi ed aerei resi disponibili per l'assolvimento di una missione.

### Nascita
L'atto di nascita del Joint force headquarters italiano è stato firmato il 23 febbraio 2007 dall'allora capo di stato maggiore della Difesa, ammiraglio Giampaolo Di Paola. Una vera e propria rivoluzione del concetto joint, che fino a quel momento aveva trovato applicazione (in termini di comando e controllo): in Italia, con strutture fisse non proiettabili quali lo stato maggiore della Difesa o il Comando operativo di vertice interforze (Coi); in operazioni, nella costituzione di comandi joint di contingenza, sciolti al rientro in Patria al termine dell'esigenza. L'ITA-JFHQ è un comando interforze permanentemente attivato, rapidamente proiettabile e dotato di personale altamente specializzato, a disposizione del capo di Smd per un ampio spettro di missioni.

### Generalità
Il Jfhq è un comando interforze a livello brigata, quindi un comando non statico, di facile rischieramento, equipaggiato e addestrato per condurre Small scale operations, cioè tutte quelle task che supportano quello che è stato sancito nel Petersberg missions, quindi in sostanza, copre tutto lo spettro delle asymmetric operations, che vanno dal peacekeeping al humanitarian aid disaster relief. Si tratta di un comando joint con grado di prontezza elevato, a disposizione del capo di stato maggiore della Difesa, anche se in tempo di pace dipendiamo dal comandante del Coi, che copre sia esigenze nazionali sia esigenze multinazionali: Nato, Onu.

## Struttura
Ha sede all'interno dell'Aeroporto Militare "Francesco Baracca" di Roma Centocelle.
Il Comando conta circa 35 effettivi, con una serie di external augmentees che si addestrano con i membri del ITA-JFHQ ogni qualvolta ci sono grosse esercitazioni per arrivare, a un totale di circa 50 unità. In aggiunta, è stata costituita una compagnia di supporto tattico e logistico che si aggira sui 70 militari, per un totale di 140-150 persone.
Il personale di questo comando è dotato di requisiti particolari.
Per il personale ci sono delle job description abbastanza restrittive: dal punto di vista fisico occorre:
- l'idoneità all'impiego fuori area,
- conoscenza linguistica dal punto di vista operativo (si parla e si scrive esclusivamente in inglese perché tutte le procedure sono in lingua).

In più è necessario che ogni militare abbia un buon background di operazioni nel proprio curriculum e che sia propenso al discorso interforze, perché questo è un comando interforze.

### Assetti
Per gli assetti impiegati da ogni singola Forza Armata ci si rifà al concetto dell'Nrf (Nato response forces): sei mesi di addestramento e sei mesi in stand by.
Nel contesto nazionale c'è un basket di Forze denominato Joint rapid reaction forces dal quale si attingono assetti terrestri, marittimi e aerei, in funzione della missione assegnata. Precisamente un assetto terrestre a livello battaglione, un assetto marittimo e un assetto aereo. Evidentemente sono ‘task oriented’ cioè, pacchetti di Forze allocati in funzione della missione da svolgere. In sostanza, ciò che ci occorre è attinto da questo canestro e reso disponibile dalle Forze armate. Dal punto di vista addestrativo: le FA forniscono a questi pacchetti l'addestramento specifico di Forza armata; l'ITA-JFHQ svilupperà il successivo addestramento interforze (di circa 6 mesi).
I sei mesi di addestramento joint rappresentano una rivoluzione dal punto di vista del modus operandi, fino a ieri non era mai stato fatto. Successivamente abbiamo altri sei mesi on call, durante i quali, qualora necessario siamo pronti a muovere nell'area di crisi. Questi pacchetti di Forze hanno lo stesso stato di prontezza del comando, che è molto elevato, parliamo di ore/giorni.
Questo comando framework è nato per dare/ricevere ordini, equipaggiati per ‘sopravvivere’ da 30 a 120 giorni, quindi con assetti operativi e logistici commisurati alla missione assegnata. Questi equipaggiamenti sono vitali per il nucleo ORLT (Operational recconaissance and liaison team), cioè un team di circa dieci persone che con lo zaino, il fucile e la radio satellitare, sono pronti a partire con brevissimo preavviso in qualsiasi momento del giorno e della notte. Anche la compagnia di supporto tattico e logistico ha equipaggiamenti specifici per assolvere compiti di: force protection del comando; real life / supporto logistico; collegamenti radio / CIS strategici/tattici.
A similitudine della Forza Armata mounting che è l'Esercito è stato acquisito il meglio per esempio: il ‘posto comando’ è costituito da un sistema di tende costruite in Inghilterra su licenza americana che si chiama Drash (Deployable rapid assembly shelters) sono circa 24 tende dove possono essere ricavati un massimo di 70 work stations. Sono tende particolari, con la doppia camera d'aria, facilmente rischierabili, già pallettizzate, possono operare sia in ambiente artico che in ambiente desertico.
Dal punto di vista nazionale, questo è l'unico comando joint deployable, nel passato ne abbiamo avuti altri, per esempio in Albania, in Kurdistan, Timor Est e poi sono stati inattivati una volta rientrati. A livello nazionale si è sentita l'esigenza di creare appunto un assetto molto leggero ‘joint deployable’ che potesse soddisfare queste esigenze. Dal punto di vista multinazionale, si è guardato a livello “Western European countries”, quindi Francia, Germania e Inghilterra, che sono dotate di strutture joint con cui possiamo e dobbiamo, come dire, competere. In particolare, il nostro modello è a riferimento di quello inglese. Il comando inglese somiglia molto dal punto di vista numerico a questo comando, sia come impiego, sia come collocazione, sia come equipaggiamento. Non sono stati adottati i riferimenti strutturali di Francia e Germania, perché sono due comandi estremamente ‘pesanti’, che sicuramente non soddisfacevano la nostra esigenza nazionale.

## Missioni
Esso è stato impiegato in occasione della seguenti crisi:
1. 2008 GEORGIA  EUMM
2. 2009 SISMA Abruzzo
3. 2009 G8
4. 2010 SISMA Haiti
5. 2010 NEO  Costa d'Avorio
6. 2011 NEO LIBIA.
7. 2011/12CIRENE LIBIA (ADD. FA LIBICHE)
8. 2013  IOLANDA FILIPPINE (HADR)
9. 2013  NEO SUD SUDAN
10. 2014/15  PRIMA PARTHICA IRAQ
11. 2015  NEO LIBIA
12. 2015  NEO NEPAL (HADR) / SOMALIA (EUTM)
13. 2015  KUWAIT (PRIMA PARTHICA)
14. 2016  TUNISIA (OLRT UNSMIL)
15. 2016   PRIMA PARTHICA IRAQ
16. 2016  NEO SUD SUDAN
17. 2016  BANGLADESH (REC. VITTIME)
18. 2016  NIZZA (REC. VITTIME)
19. 2017  BARCELLONA (REC. VITTIME)
20. 2016/17  LIBIA (IPPOCRATE)
21. 2018/19 NIGER (MISIN)
22. 2019  LIBIA ASSISTENZA SANITARIA
23. 2021  CONGO (RECUPERO VITTIME)
24. 2021  NEO AFGHANISTAN (AQUILA OMMNIA)
25. 2022  UCRAINA
26. 2023 NEO SUDAN
27. 2023 NEO NIGER
28. Note

1. ↑  Italian Joint Force Headquarters (ITA-JFHQ) | Ministero della Difesa
2. ↑  Dove siamo | Ministero della Difesa

## Ricognizioni
1. 2008  ALGERIA/CHAD
2. 2008  BOLIVIA
3. 2008  UGANDA/RUANDA/BURUNDI
4. 2009  SRIL ANKA/INDONESIA
5. 2010  ISRAELE
6. 2010  SUDAN
7. 2011  YEMEN/BAHREIN
8. 2012  SENEGAL/GABON/CHAD/DJIBOUTI/NIGER
9. 2013  GIORDANIA
10. 2013  LIBANO / LIBIA
11. 2014  REP. CENTRAFRICANA/IRAQ
12. 2015  TUNISIA
13. 2015  LIBANO/CIPRO
14. 2017  REPUBBLICA DEL CONGO
15. 2017  NIGER
16. 2018  COREA  DEL SUD
17. 2018  REP. DEM. CONGO
18. 2019  LIBANO
19. 2021/23  LIBANO
20. 2021  ETIOPIA
21. 2022  ETIOPIA – BURKINA FASO
22. 2023  NIGER – BURKINA FASO
23. 2023  MOZAMBICO/BENIN/GIBUTI
24. 2023   TAIWAN
25. 2023  STRISCIA DI GAZA PER FH
26. 2024  SENEGAL
27. 2024  LIBANO
28. 2024  GERUSALEMME-GERICO

## Esercitazioni
1. 2007  EGITTO
2. 2008  CHAD
3. 2009  FILIPPINE
4. 2009  NEPAL
5. 2010   SINGAPORE
6. 2011/18  MONGOLIA
7. 2011/12  TAILANDIA
8. 2013   NUOVA ZELANDA
9. 2013/15  GRAN BRETAGNA
10. 2015   QATAR/CIPRO
11. 2016   MAROCCO/CIPRO
12. 2016  GERMANIA
13. 2017/18/19 ISRAELE/CIPRO
14. 2017/18  COREA DEL SUD
15. 2018 GERMANIA
16. 2019  POLONIA
17. 2019   GIORDANIA
18. 2022/23  GEORGIA
19. 2023  COREA DEL SUD
20. 2023   ISRAELE/CIPRO
21. 2023   NUOVA ZELANDA
22. 2023    MAROCCO
23. 2024    MONGOLIA
24. 2024   COREA DEL SUD
25. 2024  MAROCCO

1. Voci correlate

- Missioni militari italiane all'estero
- Organizzazione militare
- Ministero della difesa
- Stato Maggiore della Difesa
- Comando operativo di vertice interforze
- Comando interforze per le Operazioni delle Forze Speciali